# Krépin Diatta
Krépin Diatta (Dacar, 25 de fevereiro de 1999) é um futebolista senegalês que atua como meio-campo. Atualmente joga pelo Mônaco.

## Carreira no clube

### Sarpsborg 08
Em 26 de fevereiro de 2017, assinou um contrato de quatro anos com o Sarpsborg 08. Em 4 de abril de 2017, ele fez sua estreia no Sarpsborg em uma vitória em casa por 3–1 contra o Sogndal. Em 26 de abril de 2017, ele marcou seu primeiro gol pelo clube na vitória por 10–1 contra o Drøbak-Frogn, da Divisão 3, marcando um hat-trick junto com os companheiros de equipe Erton Fejzullahu e Jørgen Larsen. Em 13 de agosto de 2017, ele marcou seu primeiro gol na liga pelo Sarpsborg em um empate por 2 a 2 fora de casa contra o Kristiansund, cabeceando, aos 80 minutos após um cruzamento de Halvorsen. Ele ajudou o Sarpsborg a chegar à final da Copa de Futebol da Noruega de 2017, marcando 5 gols no processo. Sarpsborg acabou perdendo por 3–2 contra o Lillestrøm e terminou como vice-campeão.

### Mônaco
Em 21 de janeiro de 2021, ingressou no Mônaco, da Ligue 1, em um contrato válido até 2025. Ele marcou seu primeiro gol europeu pelo Mônaco contra o Sturm Graz de cabeça na vitória na fase de grupos da Liga Europa da UEFA. Em 19 de novembro de 2021, ele marcou seu primeiro gol na Ligue 1 contra o Lille. Durante a partida, ele sofreu uma lesão no ligamento cruzado anterior do joelho esquerdo.
Em março de 2019, foi um dos quatro jovens jogadores senegaleses a receber uma convocação de estreia para a seleção nacional. Em 23 de março de 2019, ele fez sua estreia na seleção nacional na vitória por 2 a 0 sobre Madagascar nas eliminatórias da Copa das Nações da África de 2019. Em 13 de junho de 2019, ele foi nomeado para a seleção de 23 jogadores do Senegal para a Campeonato Africano das Nações de 2019 no Egito. Em 23 de junho de 2019, ele marcou seu primeiro gol internacional sênior na vitória por 2 a 0 do Senegal sobre a Tanzânia. Por sua atuação, foi eleito o Melhor Jogador Jovem do torneio.
| Seleção | Ano   | Partidas | Gols |
| ------- | ----- | -------- | ---- |
| Senegal | 2019  | 13       | 1    |
| Senegal | 2020  | 3        | 0    |
| Senegal | 2021  | 8        | 1    |
| Senegal | 2022  | 2        | 0    |
| Total   | Total | 26       | 2    |

| Nº | Data                | Local                             | Oponente | Placar | Resultado | Competição                             |
| -- | ------------------- | --------------------------------- | -------- | ------ | --------- | -------------------------------------- |
| 1  | 23 de junho de 2019 | Estádio 30 de Junho, Cairo, Egito | Tanzânia | 2–0    | 2–0       | Campeonato Africano das Nações de 2019 |
| 2  | 5 de junho de 2021  | Estádio Lat-Dior, Thiès, Senegal  | Zâmbia   | 2–0    | 3–1       | Amistoso                               |

## Títulos
Brugge
- Jupiler Pro League: 2017–18, 2019–20
- Supercopa da Bélgica: 2018